# 德累斯顿号小巡洋舰 (1907年)
德累斯顿号是德意志帝国所建造的两艘德累斯顿级小巡洋舰的首舰，以萨克森首府德累斯顿命名。它由汉堡的布洛姆－福斯船厂承建，于1906年开始龙骨架设、1907年10月下水、至1908年11月完工。舰只投入使用的时间因在海上试航期间接连发生的意外而被迫推迟，其中包括它与另一艘需要进行大修的船舶发生了碰撞。与此前的柯尼斯堡级一样，德累斯顿号的主舰炮包括有十门105毫米40倍径速射炮和两具450毫米鱼雷发射管。
德累斯顿号的大部分职业生涯都在海外基地值勤。入役后，它先是于1909年的哈德逊－富尔顿庆典期间出访美国，然后返回德国在公海舰队的侦察部队服役了三年。1913年，舰只转配至地中海分队；在墨西哥革命期间，又被派往加勒比地区保护德国国民。1914年中，德累斯顿号将墨西哥前独裁者维克托里亚诺·韦尔塔带至牙买加，由英国人在那里给予他庇护。舰只本应于1914年7月返回德国进行定期维修，但第一次世界大战的爆发使得该计划告吹。当敌对行动开始时，德累斯顿号受命在大西洋的南美海域执行通商破坏任务，然后于9月转移至太平洋，并加入了由海军中将馬克西米連·馮·斯比所率领的东亚分舰队。舰只随东亚分舰队参加了两场重大战役。第一次是11月爆发的科罗内尔海战，期间德累斯顿号曾与英国轻巡洋舰格拉斯哥号交火；第二次则是随后于12月爆发的福克兰群岛海战，德累斯顿号成为唯一幸免于难的德国军舰。它躲避了英国追击者达数月之久，直至1915年3月驶入马斯地岛。当时舰只的发动机磨损严重，锅炉内的煤炭也几乎消耗殆尽；舰长与当地的智利政府取得联系，以期在冲突期间获得收留。然而，它在那里遭到英国巡洋舰围困，其中包括老对手格拉斯哥号；英国人无视智利的中立政策而向德舰开火。德国人遂凿沉了德累斯顿号，其出逃的大部分船员在战争期间都被拘禁在智利。舰只残骸至今仍然留在港湾，但包括其舰钟和罗盘在内的一些文物则已经归还德国。

## 设计

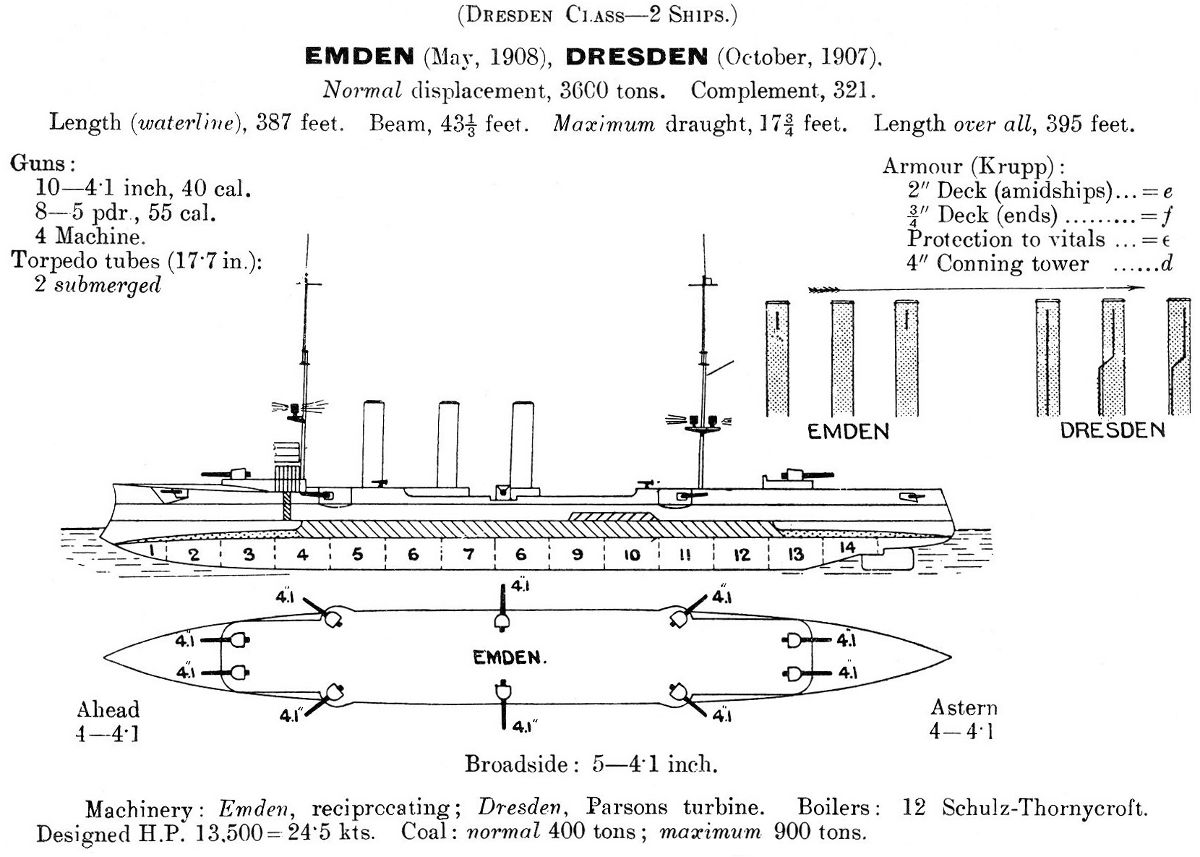
德累斯顿级舰只线条画

德累斯顿号的全长为118.3（388英尺1英寸），有13.5（44英尺3英寸）的舷宽和5.53（18英尺2英寸）的前吃水。在满载情况下，舰只的排水量可达4,268公噸（4,201長噸）。其推进系统由两台帕森斯蒸汽轮机组成，设计可输出14,794匹軸馬力（11,032千瓦特）的最大功率和24節（44每小時）的最高速度。发动机通过十二台燃煤船用式水管锅炉提供动力。舰只能够携带860公噸（850長噸）煤，这使它可以14節（26每小時）的速度续航3,600海里（6,700）。舰只的标准船员编制则为18名军官及343名水兵。
德累斯顿号的主舰炮由十门单装105毫米40倍径速射炮组成。其中两门并排布置在艏艛前方，六门设于舰舯、每边各三门，以及两门并排布置在舰艉。这些炮支能够命中12,200（13,300碼）开外的目标。它们共提供1500发弹药，其中每炮150发。副炮则包括有八门共配备4000发弹药的52毫米55倍径速射炮，以及两具450（17.7英寸）的鱼雷管和四枚鱼雷，均安装在甲板发射器内。在装甲方面，德累斯顿号受到厚达80（3.1英寸）的装甲甲板保护，司令塔的侧面也有100（3.9英寸）厚，炮挡的厚度则为50（2.0英寸）。

## 服役历史

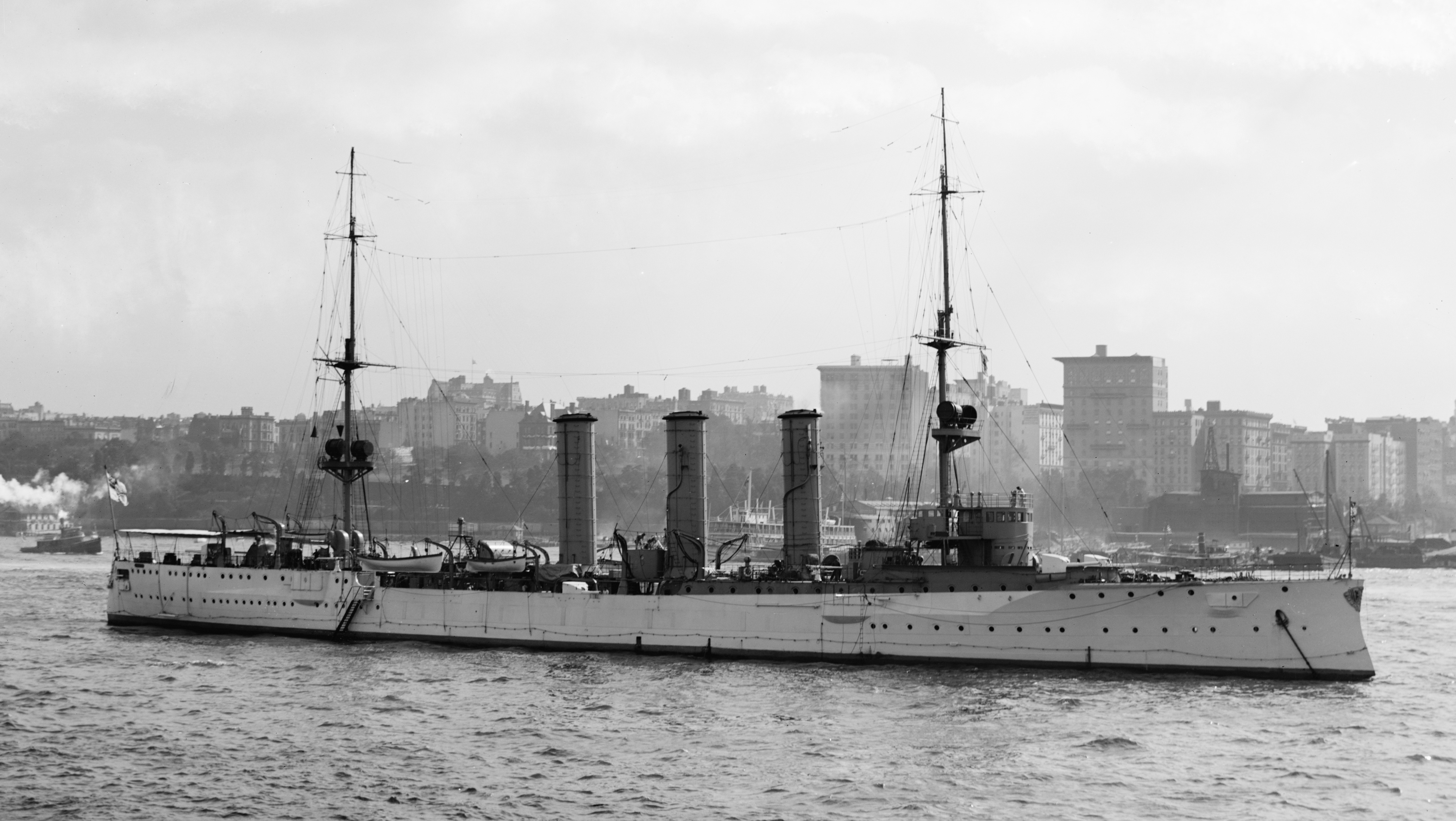
德累斯顿号于1909年10月到访纽约

德累斯顿号是为替代老旧的小巡洋舰彗星号而以“彗星替舰（Ersatz Comet）”为代号进行订购。它于1906年在汉堡的布洛姆－福斯船厂开始架设龙骨，1907年10月5日下水，之后展开舾装工作。在下水仪式上，由德累斯顿时任市长奥托·博伊特勒主持为舰只命名。至1908年11月14日，舰只正式投入公海舰队使用。入役后的德累斯顿号随即展开海上试航。然而在11月28日，它在基尔外围不慎与瑞典划桨炮舰塞西莉号（Cäcilie）发生碰撞，并致使对方沉没。德累斯顿号的右舷螺桨轴则被推入了20（0.79英寸），从而需要进行为期六个月的维修工作。它于1909年重启海上试航，但由于涡轮机又发生事故，需要进一步维修直至9月。
尽管德累斯顿号尚未完成必要的测试，但其试航仍于9月7日宣告结束，因舰只受命前往美国进行访问。这次出航的目的是要代表德国参加在纽约举行的哈德逊－富尔顿庆典，出席的德国代表团成员还包括有大巡洋舰赫塔号、维多利亚·路易丝号和小巡洋舰不来梅号。德累斯顿号于9月11日离开威廉港，至纽波特经停，在那里与代表团的其余舰只会合。这些舰只于9月24日抵达纽约并停留至10月9日，然后于10月22日返抵德国。

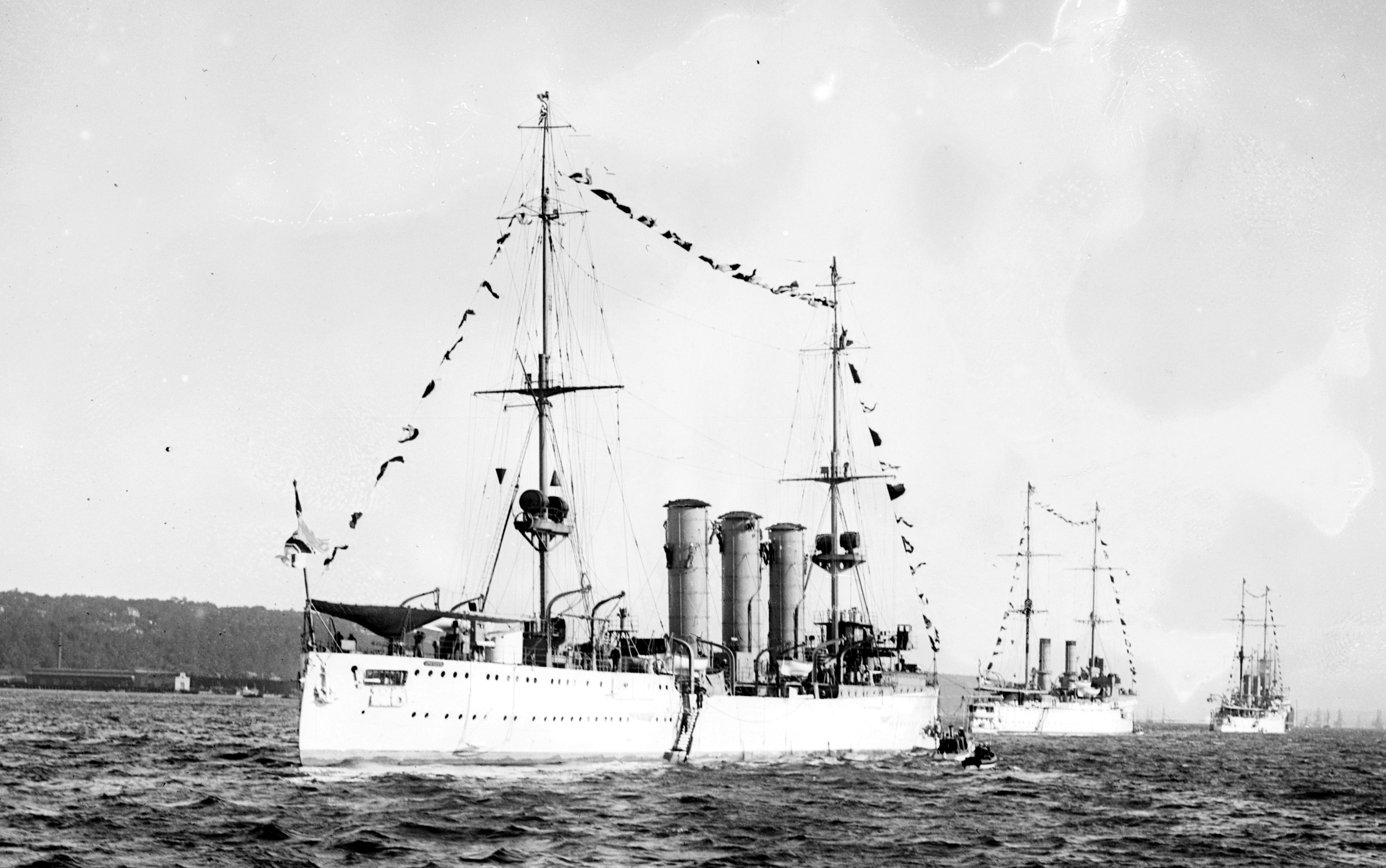
德累斯顿号、维多利亚·路易丝号和赫塔号于1909年的哈德逊－富尔顿庆典

德累斯顿号随后加入了公海舰队的侦察部队；并在接下来的两年间按计划参加了和平时期的分舰队演练、训练巡航，以及年度舰队演习。1910年2月16日，它与小巡洋舰柯尼斯堡号相撞。这次碰撞对德累斯顿号造成了显著破坏，但两舰均无人受伤。它遂驶回基尔进行了为期八天的维修。德累斯顿号于同年5月13－17日还到访了汉堡。从1912年4月14日至20日，它被临时调配至教练分舰队，与大巡洋舰腓特烈·卡尔号和小巡洋舰美因茨号在一起。在1911年至1912年间，德累斯顿号凭借优异的优秀射击成绩而赢得了小巡洋舰类别的“恺萨射术奖（Kaiserpreis）”。从1912年9月至1913年9月，德累斯顿号的舰长一职是由海军中校弗里茨·吕德克担任，他将在第一次世界大战期间再度指挥该舰。

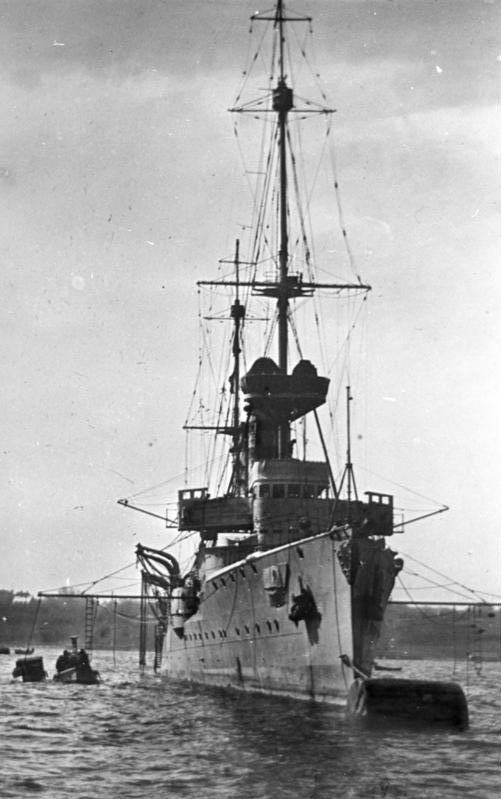
系泊在浮筒旁的德累斯顿号

1913年4月6日，德累斯顿号及小巡洋舰斯特拉斯堡号从基尔被派往亚得里亚海，在那里加入以格本号战列巡洋舰为核心、受海军少将康拉德·特鲁姆勒领导的地中海分队。这些舰只在地中海东部巡航了几个月，德累斯顿号又于8月下旬奉命返回德国。在9月23日抵达基尔后，它被送入帝国船厂进行大修，直至12月底。完成检修后的德累斯顿号原计划返回地中海分队，但海军参谋本部却决定将它重新分配至北美驻地，以捍卫德国在墨西哥革命中的利益。当时部署在北美海域的不来梅号也将返回德国，但轮替它的小巡洋舰卡尔斯鲁厄号却尚未投入使用。1913年12月27日，德累斯顿号离开德国，并在海军中校埃里希·克勒的指挥下，于1914年1月21日抵达韦拉克鲁斯。美国此时则像其它几国一样，已向该城市派驻了一个分舰队。
海军参谋本部命令此前一直在为海军学员担任教练巡洋舰的赫塔号去往墨西哥，与德累斯顿号会合。不来梅号也被召回，以加强这支德国海军分遣队的兵力；抵达后，它的任务是将当地的欧洲国民转移至汉堡-美洲航运公司的客轮上。德累斯顿号与英国防护巡洋舰赫尔迈厄尼号合力救出了900名被困在韦拉克鲁斯酒店内的美国公民，并将他们移送至美国军舰。而德国驻墨西哥城的领事要求增加兵力，德累斯顿号遂派出了一支由1名二级下士和10名水兵组成的先遣登陆队，并配备有两挺MG08重機槍。1914年4月15日，德累斯顿号驶至加勒比海岸的墨西哥城市坦皮科。当月，德籍的载旗商船伊皮朗加号抵达墨西哥，它为墨西哥独裁政权维克托里亚诺·韦尔塔带来了一批小型武器。而为减少该国内战的暴行，美国已实施武器禁运。美国海军遂于4月21日对伊皮朗加号进行阻截。德累斯顿号随之介入，没收了商船，并强迫它参加海军服务，把德国难民从墨西哥运送出去。尽管美国实施了禁运，但德国人还是于5月28日向墨西哥政府交付了武器和弹药。
7月20日，在韦尔塔政权被推翻后，德累斯顿号负责将韦尔塔、副总统奥雷利亚诺·布朗克搭载至牙买加的金斯敦，由英国人在那里给予他们政治庇护。在25日抵达金斯敦后，克勒得知欧洲的政治紧张局势随着七月危机正不断升级，并导致了弗朗茨·斐迪南大公遇刺。与此同时，德累斯顿号需要在德国进行整修，它于次日在海地的太子港与其轮替舰卡尔斯鲁厄号会合。率领卡尔斯鲁厄号到来的舰长、海军中校弗里茨·吕德克则与克勒交换岗位，重新至德累斯顿号任职。海军参谋本部的初衷是令德累斯顿号返回德国进行全面检查，但由于战争威胁的加剧，致使参谋本部于31日撤销了命令，转而指示吕德克准备在大西洋进行破交战。

### 第一次世界大战
收到继续留在大西洋的命令后，吕德克将他的舰只转向南方，同时保持无线电静默，以防止被敌对军舰发现。8月4－5日夜晚，他收到一份无线电报，通知他英国已对德宣战。他选择南大西洋作为德累斯顿号的作战区域，并航行至巴西海岸。8月6日，他在亚马逊河口截停了英国商船德拉姆克利夫号（SS Drumcliffe）。其船长声称对英国的参战毫不知情，因此获准根据《1907年海牙公约》所阐明的规则而免受骚扰。德累斯顿号随后与德籍煤船科连特斯号（Corrientes）会合，这是一艘经过改装的汉堡南美船舶。12日，德累斯顿号携几艘赫伯所属的轮船转移至罗卡斯环礁。离开环礁后，在前往特林达迪途中，德累斯顿号俘获了英籍轮船许阿得斯号（SS Hyades），吕德克将其船员赶走，然后击沉了这艘商船。8月24日，德累斯顿号又截获英国煤船霍姆伍德号（SS Holmwood），并在驱逐其船员后将其击沉。到达特林达迪后，舰只与炮艇豹号和几艘轮船会合。

德国军舰在太平洋及南大西洋的活动图；紫色路径为德累斯顿号

8月26日，在驶往拉普拉塔河口期间，德累斯顿号又俘获了另外两艘英国轮船，但糟糕的发动机状况限制了其作进一步行动。9月5日，德累斯顿号进入奧斯特島进行发动机保养直至16日。当舰只停留在当地时，从蓬塔阿雷纳斯驶来的赫伯轮船圣伊莎贝尔号带来了有关战争、以及南美洲西岸的重型商船航运的消息。吕德克决定驶向那里，并率德累斯顿号于9月18日通过麦哲伦海峡。在途中，德累斯顿号曾遭遇法国轮船奥尔特加号（SS Ortega）；但由于对方迅速逃至中立海域，吕德克并未展开攻击。进入智利海岸后，德累斯顿号驻泊于胡安·費爾南德斯群島，并在那里与正身处南美太平洋海岸作战的小巡洋舰莱比锡号通过无线电联络。德累斯顿号在破坏当地英国航运方面没能取得有效进展，遂于10月12日加入了由海军中将馬克西米連·馮·斯比所率领的东亚分舰队；该分舰队此时已横跨太平洋，并在复活节岛加煤。翌日，吕德克获晋升为海军上校。
10月18日，德累斯顿号和东亚分舰队以大巡洋舰沙恩霍斯特号和格奈森瑙号为核心，离开了复活节岛前往南美海岸。它们于10月26日抵达马斯阿富埃拉岛。翌日傍晚，德国巡洋舰将武装商船埃特尔·弗雷德里希王子号以及商船约克号（Yorck）、哥廷根号（Göttingen）护送至智利。区舰队于10月30日抵达瓦尔帕莱索，翌日傍晚，施佩收到情报，表明有一艘英国巡洋舰正处于智利港口科罗内尔。施佩决定让他的分舰队在这艘格拉斯哥号轻巡洋舰离港时实施伏击，因为根据智利的中立政策，交战国舰只必须在24小时内离开港口。然而，施佩并未意识到格拉斯哥号是隶属于海军少将克里斯托夫·克拉多克率领的英国第4巡洋分舰队，与它在一起的还有装甲巡洋舰好望号、蒙默思号以及武装商船奥特朗托号。

#### 科罗内尔海战

显示德国及英国军舰移动线路的地图

11月1日清晨，施佩率领他的分舰队从瓦尔帕莱索出发，以14節（26每小時）的速度向南驶往科罗内尔。在大约16:00，莱比锡号在远处发现了领头英国巡洋舰的烟迹，继而于16:25发现了另外两艘。两个分舰队缓缓靠近，至18:34，德国人在10,400（11,400碼）的射程内率先开火。德国舰只的数量与交战对手相当，其中德累斯顿号负责攻击奥特朗托号。在德累斯顿号的第三次齐射后，奥特朗托号转向离开；德国人声称引发了火灾，但奥特朗托号则报告未造成任何损失。奥特朗托号离开后，德累斯顿号将它的火力转移至格拉斯哥号，后者也是莱比锡号的目标。两艘德国巡洋舰合共五次命中它们的英国对手。
19:30左右，施佩下令德国巡洋舰向受损的英国装甲巡洋舰发动鱼雷攻击。德累斯顿号加快速度将自己置于英国人的舰艏方向，并短暂发现了正在撤退的格拉斯哥号，但对方籍着雾霾迅速消失在渐深的黑暗之中。至20:00，德累斯顿号随后又遇到了莱比锡号，两艘舰起初都把对方误认为是敌舰。当它们明确了对方的身份时，德累斯顿号的船员正在装填鱼雷。至22:00，德累斯顿号与另两艘结成队形的小巡洋舰未能再搜寻到英国巡洋舰。德累斯顿号毫发无损的从战斗中脱身。
11月3日，施佩带着沙恩霍斯特号、格奈森瑙号和纽伦堡号返回瓦尔帕莱索进行补给，并与海军参谋本部进行商议。由于受到《国际法》规定每次只能同时有三艘交战国军舰停靠中立港口的限制，德累斯顿号和莱比锡号只能随分舰队的煤船驻留在马斯阿富埃拉岛。施佩于11月6日回到马斯阿富埃拉岛，并将德累斯顿号和莱比锡号分遣至瓦尔帕莱索，以便它们也在当地补充物资。两艘小巡洋舰于11月12日抵达、次日离开，并于11月18日在海上与分舰队余部会合。三天后，分舰队来到佩納斯灣的圣昆汀湾抛锚及加煤。与此同时，英国皇家海军对于他们在科罗内尔的失败感到震惊，遂派出更具威力的战列巡洋舰无敌号和不屈号，在海军中将多夫顿·斯特迪的率领下，力求对施佩的舰只进行追猎及摧毁。它们于11月11日离开英国，并于12月7日抵达福克兰群岛。在那里，它们还得到了装甲巡洋舰卡那封号、肯特号和康沃尔号以及轻巡洋舰格拉斯哥号和布里斯托尔号的增援。
11月26日，东亚分舰队离开佩纳斯湾，开往大西洋。12月2日，它们截获了一艘载有2,750公噸（2,710長噸）优质加的夫煤的加拿大帆船德鲁穆尔号（Drummuir）。翌日清晨，德国人锚泊于皮克顿岛，并将德鲁穆尔号的煤炭卸载至己方的辅助船舶。12月6日上午，施佩在沙恩霍斯特号召开了一个会议，以讨论他们的下一步行动。在沙恩霍斯特号和格奈森瑙号舰长的支持下，它成功说服了攻击福克兰群岛、并摧毁英国无线电台和贮煤设施的主张。吕德克则与莱比锡号和纽伦堡号的舰长共同反对这一计划，并倾向于绕过福克兰群岛至拉普拉塔继续破坏英国的航运交通。

#### 福克兰群岛海战

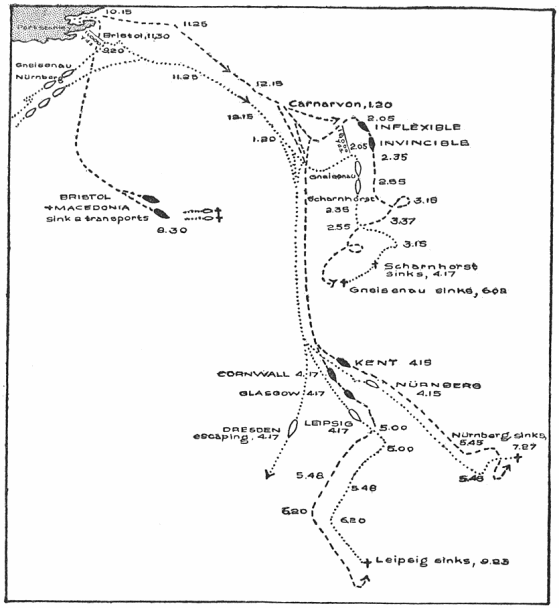
福克兰群岛海战示意图

12月6日下午，东亚分舰队离开皮克顿岛，开往福克兰群岛。这些德国舰只于12月7日绕过火地群岛，并向北转入大西洋。它们于02:00左右抵达福克兰群岛附近；三小时后，施佩分离了格奈森瑙号和纽伦堡号，以便将一支先遣队登陆上岸。至08:30，当舰只驶近斯坦利港时，它们注意到了从港口升起的浓密烟柱。当接近港湾入口后，它们很快意识到自己面对的是一个强大得多的分舰队，而这个分舰队正在加速。施佩立即中断了是次行动，并在英国舰只赶上他的分舰队之前转向东部逃逸。至10:45，格奈森瑙号和纽伦堡号重新加入分舰队，而德国的辅助船舶则被分离出来，在合恩角附近的岛屿迷宫中寻求庇护。
英国舰只动身追击，并且至12:50，斯特迪的战列巡洋舰已经赶上了德国人。一分钟后，他下达了向拖后的德国舰只——莱比锡号开火的命令。施佩遂下令三艘小巡洋舰尝试向南逃跑，而他则率沙恩霍斯特号和格奈森瑙号掉头，试图牵制住英国分舰队。斯特迪已经预见到了这种情况，于是命其麾下的装甲及轻巡洋舰分离以继续追赶德国小巡洋舰。战列巡洋舰很快便击溃了施佩的大巡洋舰，并伴随着重大的伤亡摧毁了它们。德累斯顿号凭借其搭载的涡轮发动机，得以在速度上胜过追击者，从而成为唯一避免毁灭的德国军舰。吕德克决定将他的舰只驶入南美的岛屿，以保持稳定的煤炭供应。
12月9日，德累斯顿号绕过合恩角重返太平洋。当日，它在索尔岛抛锚，舰上仅余160公噸（160長噸）燃煤。海军中尉威廉·卡纳里斯说服了智利的海军代表允许德累斯顿号在该地区额外停留24小时，这样就能有足够的煤炭进入蓬塔阿雷纳斯。它于12月12日抵达当地，并从德国轮船上接收了750公噸（740長噸）煤。海军参谋本部希望德累斯顿号能够从大西洋突围并返回德国，但舰只发动机的情况不佳却对此造成了阻碍。相反，吕德克决定尝试经行复活节岛、所罗门群岛、荷属东印度群岛穿越太平洋，并至印度洋实施破交战。1月19日，德累斯顿号再补充了1,600公噸（1,600長噸）煤。它于2月14日离开南美岛屿驶往南太平洋。2月27日，该舰在马斯地岛截获了英籍三桅帆船康威城堡号（Conway Castle）。从12月至2月，隶属北德罗特的邮轮科尔多瓦山脉号一直负责为德累斯顿号提供补给，并在巡洋舰沉没之前陪同它向北前往胡安·費爾南德斯群島完成最后一次加煤。
3月8日，德累斯顿号在浓雾中漂流时，瞭望手发现了相距约15海里（28）、也关闭了发动机的敌舰肯特号。两艘舰立即点火起航，德累斯顿号在经过五个小时的追逐后逃脱。艰苦的奔袭耗尽了它的煤炭库存，并使发动机负担过度。吕德克明确令他的舰只停止运作，并决定通过被扣押以得到保存。翌日清晨，舰只驶入马斯地岛，于08:30在昆伯兰湾抛锚。第二天，吕德克通过无线电获得了德皇允许德累斯顿号被扣押的许可，于是他通知当地的智利官员，表达他的意向。

#### 马斯地岛海战

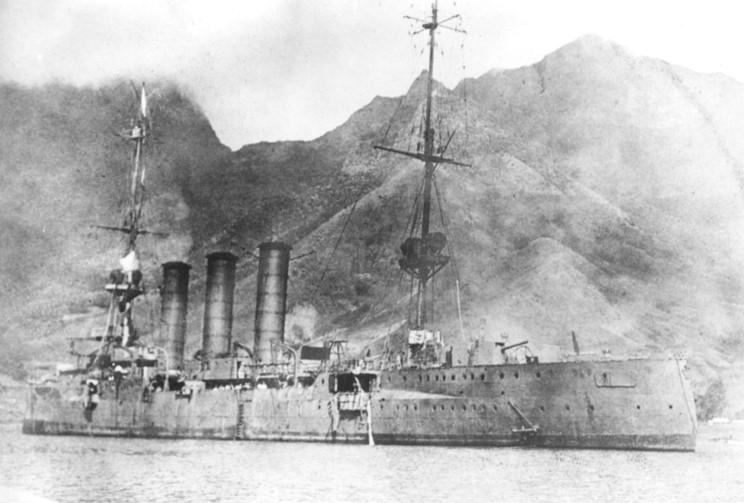
德累斯顿号在自沉前曾升起白旗

3月14日上午，肯特号和格拉斯哥号迫近坎伯兰湾；它们出现的消息是由德累斯顿号舰载的一艘大舢板回传至母舰，大舢板当时正被派往海湾的入口处巡逻。由于燃料短缺，德累斯顿号无法移动，吕德克亦表示他的舰只已不再是参战者。英国人无视这一信息，而当它们驶入海湾时，还有一艘智利船舶正在接近。格拉斯哥号违反智利的中立政策率先开火；英国则已知会智利当局，如果英国军舰在智利的领海内找到德累斯顿号，它们将无视国际法。此后不久，肯特号也加入了炮击。作为回应，德国炮手也发射了三炮，但很快便被英国人的炮火所摧毁。
吕德克向英国军舰发出了“正派遣谈判代表”的信号，并派出卡纳里斯搭乘大舢板前往；格拉斯哥号却继续轰击不设防的巡洋舰。在另一项尝试阻止袭击的行动中，吕德克升起了白旗，这才促使格拉斯哥号停火。卡纳里斯登舰与格拉斯哥号舰长约翰·卢斯会谈；强烈抗议后者违反智利的中立政策。卢斯只是简要回答称他有他的命令，并要求无条件投降。卡纳里斯解释称，德累斯顿号已经被智利扣押，之后又回到了他的舰上，该舰此时已经准备好了自沉。
在10:45，自沉弹药在舰艏点燃，并引爆了前部弹药舱。舰艏严重损毁；大约半小时后，舰只已经摄入了足够的海水。当它受海浪冲击时，舰艏从舰只余部撕裂出来，并翻向右舷。而当船体的其它部分沉入浪底时，第二枚自沉弹药又引爆了轮机舱。

### 后续

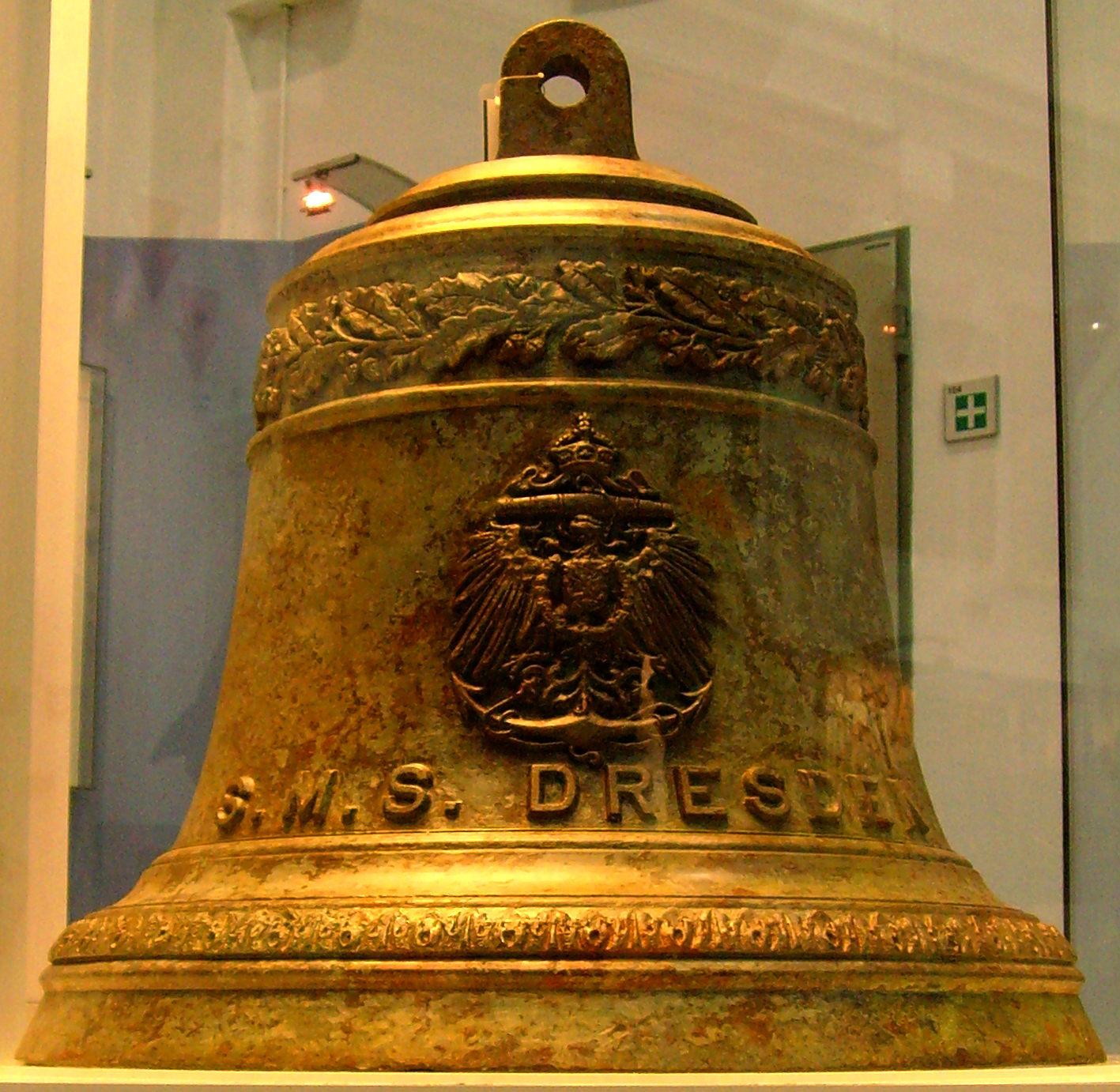
从残骸中起获的德累斯顿号舰钟

舰上的大部分船员都设法逃脱了；仅8人在袭击中遇难，另有29人受伤。英国辅助巡洋舰奥拉马号将15名重伤员送往瓦尔帕莱索，其中4人医治无效死亡。舰只的覆灭令吕德克休克，因此由卡纳里斯负责船员们的命运。他们在岛上停留了五天，直至两艘智利军舰带来了一艘德国客轮，然后将这些人送往基里奎纳岛作为战争期间的关押地。卡纳里斯于1915年8月5日从战俘营中逃脱，并在两个月后回到德国。1917年3月31日，再有一小群人借智利三桅帆船廷托号（Tinto）出逃，并经历了120天的旅程回到德国。其余船员则直至1920年才得以重返祖国。
舰只残骸位于水下70（230英尺）处。在2002年，对沉船的首次调查是由詹姆斯·P·德尔加多领导的一个团队所完成，这是要为國家水下與海洋組織制作的纪录片《海上猎人》进行拍摄。该团队的成员包括有考古学家威利·克雷默博士，他是自舰只沉没88年以来，首位造访残骸的德国人。德累斯顿号躺卧在右舷指北点，朝向海滩。残骸损毁严重；大部分的上层建筑，包括舰桥、桅杆、烟囱以及许多门炮都已从舰上撕裂出来。舰艏被船员引爆的自沉弹药所切断，并直立地坐在海床上。舰艉也受到严重破坏，其主甲板被炸开，舷侧有许多弹孔。舰只艉部的一些破坏看起来像是在德尔加多调查之前的无证打捞所造成。根据德国人的纪录，德累斯顿号从它们的殖民地青岛带上了金币；德尔加多推测相关的打捞行动正是为了找回这些东西。
1965年，舰只的罗盘及数面旗帜被起获并送返德国，它们现存于弗伦斯堡的穆尔维克海军学院内。2006年，智利和德国的潜水员又发现并重拾了德累斯顿号的舰钟，同样现存于德国。在塞西尔·斯科特·福里斯特所著的小说《布朗决议案》以及两部后续改编的影片中，均受到了德累斯顿号逃亡及随后覆灭的启发。

## 延伸阅读
- Parker de Bassi, Maria Teresa. . Herford: Koehler Verlagsgesellschaft. 1993. ISBN 3-7822-0591-X.
- Perez Ibarra, Martin. . Chile: Uqbar Editores. 2014. ISBN 978-956-9171-36-9.